# Carmen D’Avino

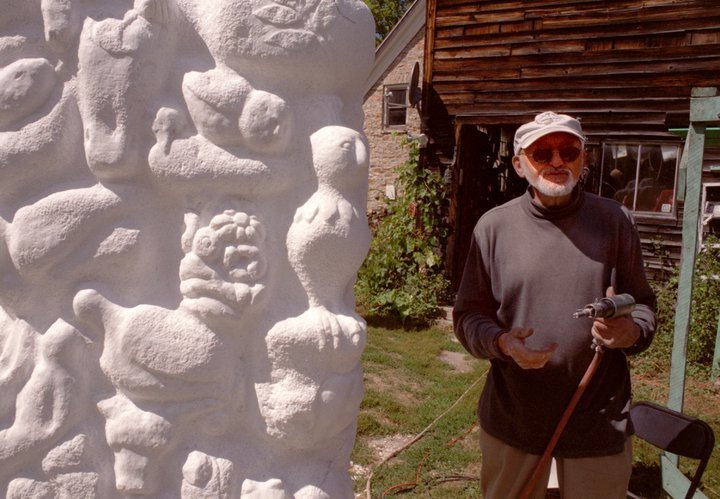
Carmen D’Avino bei der Arbeit

Carmen D’Avino (* 31. Oktober 1918 in Woodbury; † 30. November 2004 in Ogdensburg) war ein US-amerikanischer Filmemacher, Animator und Maler.

## Leben
D’Avino studierte von 1938 bis 1941 an der Art Students League of New York und spezialisierte sich auf die Bereiche Film und Malerei. Er nahm ab 1941 als Kriegsberichterstatter des Films am Zweiten Weltkrieg teil und filmte unter anderem die Invasion in der Normandie und die Befreiung von Paris. Nach Ende des Krieges blieb er in Paris und wurde Student an der École nationale supérieure des beaux-arts de Paris. Neben der Ölmalerei begann er, mit dem Medium Film zu experimentieren. Mit seiner späteren Ehefrau ging D’Avino 1948 nach Indien. Der Aufenthalt beeinflusste seinen Malstil wesentlich, so finden sich seit dieser Zeit, die nach 18 Monaten endete, zunehmend starke Farbkontraste in D’Avinos Werken. Auch ornamentreiche Animationen in späteren Kurzfilmen können auf die Zeit in Indien zurückgeführt werden.
Er studierte nach seiner Rückkehr nach Paris kurzzeitig an der Académie de la Grande Chaumière, kehrte jedoch 1951 nach New York City zurück. Hier drehte er 1951 seinen ersten experimentellen Animationskurzfilm Pattern for a Sunday Afternoon, der seine Premiere im April 1956 im Filmclub Cinema 16 erlebte. Für D’Avino war die Filmpremiere eine große Motivation, weiter Filme zu drehen. Cinema 16 zeigte in den Folgejahren nicht nur seine Filme, sondern vertrieb sie auch bis zur Schließung 1963. Experimentelle Animationsfilme sah D’Avino als Möglichkeit an, sein Können als Maler in einer vorgegebenen Schnelligkeit und in einem engen zeitlichen Rahmen zu zeigen. Vor allem die „freien“ 1960er-Jahre erwiesen sich für ihn als künstlerisch stimulierend. Es entstanden zahlreiche Kurzfilme, die weltweit auf Festivals liefen und zahlreiche Auszeichnungen erhielten. Der in Stop-Motion animierte Kurzfilm Pianissimo wurde 1964 für einen Oscar in der Kategorie Bester animierter Kurzfilm nominiert. Zehn Jahre später erhielt D’Avino für Background eine weitere Oscarnominierung, diesmal in der Kategorie Bester Dokumentar-Kurzfilm. Ab 1971 schuf D’Avino zahlreiche Animationskurzfilme für die Fernsehserie für Kinder The Electric Company.
D’Avino zog in den 1980er-Jahren von New York City nach Hammond, New York. In späteren Jahren wandte er sich zunehmend der Bildhauerei zu und arbeitete unter anderem in Holz und Marmor. Im Jahr 2000 erschien der Dokumentarfilm The Quest of Carmen D’Avino von R. D. und Matthew White über D’Avinos Leben und Schaffen.

## Filmografie (Auswahl)
- 1950: Vernissage
- 1951: Finland
- 1956: Pattern for a Sunday Afternoon
- 1956: Motif
- 1956: Theme and Variation
- 1959: The Big O
- 1959: The Room
- 1960: Stone Sonata
- 1961: A Trip
- 1962: Jet Cargo
- 1963: a Finnish Fable
- 1963: Pianissimo
- 1965: Tarantella
- 1966: Like a Bird
- 1967: Minestrone With Music
- 1973: Background
- 1976: No Noise

## Auszeichnungen (Auswahl)
- 1963: Special Jury Award, Festival d’Animation Annecy, für Stone Sonata[4]
- 1964: Oscarnominierung, Bester animierter Kurzfilm, für Pianissimo
- 1974: Oscarnominierung, Bester Dokumentar-Kurzfilm, für Background